# George Strait (album)
George Strait è il diciannovesimo album in studio del cantante di musica country statunitense George Strait, pubblicato nel 2000.

## Tracce
1. If You Can Do Anything Else (Billy Livsey, Don Schlitz) – 4:06
2. Don't Make Me Come Over There and Love You (Jim Lauderdale, Carter Wood) – 2:04
3. Looking Out My Window Through the Pain (John Schweers) – 3:39
4. Go On (Tony Martin, Mark Nesler) – 3:48
5. If It's Gonna Rain (Dean Dillon, Scotty Emerick, Donny Kees) – 3:46
6. Home Improvement (Dana Hunt, Tim Ryan Rouillier) – 2:45
7. The Night's Just Right for Love (Rodney Crowell) – 3:57
8. You're Stronger Than Me (Hank Cochran, Jimmy Key) – 2:52
9. Which Side of the Glass (Hunt, J. Fred Knobloch) – 3:20
10. She Took the Wind from His Sails (Dillon, Kees) – 3:58